# ودافون یونان
ودافون یونان (انگلیسی: Vodafone Greece) شرکت مخابرات یونانی است، که در سال ۱۹۹۲ تأسیس شد.